# 80 (số)

80 (tám mươi) là một số tự nhiên ngay sau 79 và ngay trước 81.